# Szerszámacélok
A szerszámacélok olyan acélféleségek, amelyeket más fémes és nem fémes anyagok megmunkálására fejlesztettek ki. Karbontartalmuk 0,6% fölötti, egyéb ötvözőtartalmukat a szerszámot érő igénybevételek határozzák meg. Rengeteg követelménynek kell megfelelniük (keménység, szilárdság, szívósság, melegszilárdság, kopásállóság, alak- és méretállóság, átedzhetőség, dekarbonizáció iránti érzéketlenség, melegalakíthatóság, forgácsolhatóság stb.). Az acélok kémiai összetétele, szövetszerkezete nem egyformán hat a tulajdonságaikra. Az adott szerszámtól megkívánt tulajdonságokat sem ötvözéssel, sem hőkezeléssel nem lehet tökéletesen beállítani, mert valamely tulajdonság javítása igen gyakran csak egy másik rovására történhet meg. Ezért egy optimumot kell/lehet beállítani, azaz az adott szerszámtípus igénybevételének megfelelő legfontosabb tulajdonságait kell biztosítani, de úgy, hogy a kevésbé fontosak is csak minimális mértékben romoljanak.
A szerszámacélokat több szempont szerint lehet osztályozni. Az egyik ilyen a felhasználás célja szerinti felosztás, azaz hogy milyen megmunkálási technológiára szánjuk az acélt. Eszerint vannak hideg- és melegalakításra, forgácsolásra és műanyagalakításra alkalmas szerszámacélok. Egy másik lehetséges felosztás az ötvözés mértéke szerinti, miszerint vannak ötvözetlen, ötvözött, illetve mikroötvözött szerszámacélok.
Az acélok képlékeny alakítása mindig melegalakítással kezdődik. A melegalakíthatóság az alakítási szilárdságtól, a képlékenységtől és az alakítás során fellépő súrlódástól függ. Az acél kémiai összetétele elsősorban az alakítási szilárdságra és a képlékenységre hat, a súrlódás viszont technológiai tényező. A hidegalakítást általában közönséges (szoba-) hőmérsékleten végzik, de korrektebb megfogalmazás szerint a hidegalakítás hőmérséklete a megmunkált fém újrakristályosodási hőmérséklete alatt van. A hidegen alakítható acélokban jelenlévő fázisok a ferrit, az ausztenit, a cementit, illetve ha ötvözött acélról van szó, akkor egyéb karbidok is.

## A szerszámacélok általános tulajdonságai
A fémek és más anyagok megmunkálására alkalmas szerszámacéloknak számos, gyakran egymásnak ellentmondó követelménynek kell megfelelniük, mint például a keménység, a szilárdság, a szívósság, a termikus kifáradással szembeni ellenállás, a melegszilárdság, a megeresztésállóság, a kopásállóság, a jó hővezető képesség, az alak- és méretállóság, a túlhevítés iránti érzéktelenség, az átedzhetőség, a kis repedésre való hajlam, a dekarbonizáció (elszéntelenedés) iránti érzéketlenség, a jó melegalakíthatóság, a jó forgácsolhatóság, a nagy rugalmassági határ és még számos más.
A felsorolt kívánalmak közül a keménység a kémiai összetételtől és a hőkezeléssel biztosítható szövetszerkezettől függően jelentősen módosítható. A keménység alapvetően a martenzit széntartalmától függ. A szilárdságot a martenzit C-tartalma, az ausztenit szemcsenagysága, a karbidok és más kiválások mértéke stb. befolyásolja. A szívósság (és a ridegség) tulajdonképen nem fizikai tulajdonság, hanem az anyag állapota, jellemzésére a fajlagos ütőmunkát használják. Mértéke a kémiai összetételtől, az átkovácsolás mértékétől, az ausztenit szemnagyságától, a belső feszültségektől stb. függ. A termikus kifáradás azt jelenti, hogy a melegalakító szerszám felülete az egymást ciklikusan váltó felmelegedés és lehűlés hatására berepedezik. A szívós anyagok nagyobb termikus ellenállással rendelkeznek, a C-tartalom rontja ezt a jellemzőt. A melegszilárdság főleg a melegalakító szerszám élein, bordáin jelentkező kilágyulást jelenti. Általában az adott keménységhez tartozó folyáshatárral jellemzik. A kopásállóság adott technológiánál az anyagminőségtől, a fellépő súrlódási tényezőtől és az érintkezési feszültségtől függ. Abrazív, diffúziós, eróziós és adhéziós kopásfajták különböztethetők meg, bár adott esetben mindegyik előfordul, csak eltérő mértékben. A keményebb acélok jobb kopásállósággal rendelkeznek, de a túlzott keménység a kitöredezés veszélye miatt nem indokolt. A szerszámanyag hővezető képessége a növekvő széntartalommal csökken, a kobalt viszont javítja.
A technológiai tulajdonságok közé tartozik a túlhevítésre mutatott érzékenység. Erre leginkább a hipo- és hipereutektikus acélok hajlamosak, amikor az ausztenitesítés során a szemcsenagyság eldurvul. Az átedzhetőség elsősorban az ausztenit ötvözőtartalmától függ, gyakorlatilag minden ötvöző (kivéve a kobalt) javítja. A repedékenységet a durva szövetszerkezet, az erőteljesebb hűtés, az esetleges dekarbonizáció rontja. Dekarbonizáció 800 °C fölött, oxidáló atmoszférában léphet fel, de függ a kémiai összetételtől és az ötvözők dúsulásától is. A melegalakíthatóság a C-tartalommal romlik, a hőmérséklettel javul. Csavarókísérlettel „mérik”. A forgácsolhatóság perlites állapotra való lágyítás után javul, a köszörülhetőség viszont a keményebb anyagoknál jobb.

## A szerszámacélok felosztása
A szerszámacélokat a megmunkálási technológiák alapján négy csoportra osztják:
- hidegalakításra,
- melegalakításra és fémöntésre,
- forgácsolásra és
- műanyagalakításra alkalmas acélok.

Az ötvözés mértéke szerinti felosztás:
- az ötvözetlen acélban a szénen kívül más ötvözőelem csak elhanyagolható mértékben fordul elő,
- a gyengén és erősen ötvözött acélok között lévő határt általában az 5–8% ötvözőfém-tartalomnál húzzák meg. Az ötvözőanyagok a vas valamely jellegzetes tulajdonságát változtatják meg.
- mikroötvözött acélok esetén valamely ötvözőelem nagyon kis mennyiségben is jelentősen módosíthatja az acél valamelyik tulajdonságát.

### Hidegalakító szerszámok
Hidegalakításkor a szerszám hőmérséklete nem haladja meg a 200–300 °C-t, illetve az alakítás hőmérséklete kisebb, mint a megmunkált fém újrakristályosodási hőmérséklete. A hidegalakító szerszámokkal szemben támasztott általános követelmények:
- kopásállóság,
- keménység, rugalmassági határ,
- nyomószilárdság,
- alak- és mérettartósság,
- szívósság.

A legfontosabb szerszámtípusok:

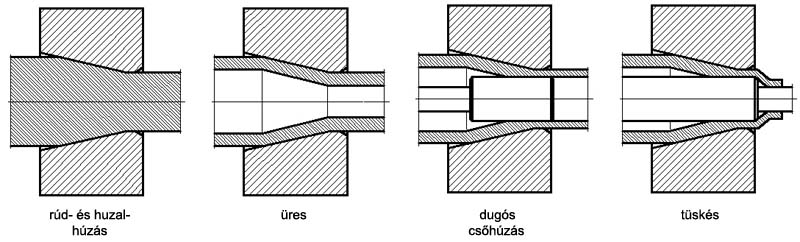
A húzás módszerei

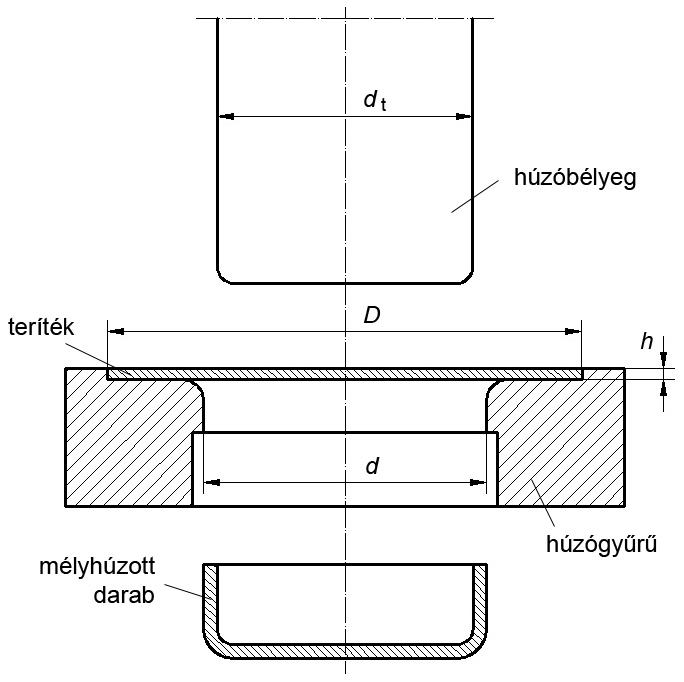
A mélyhúzás elve

- Darabolószerszámok: Ide tartoznak a különböző vágószerszámok, kések, fűrészek stb. A darabolást a valamilyen módon kiképzett él végzi, amely hajlító és ütő igénybevételnek, nagy élnyomásnak és jelentős koptatóhatásnak van kitéve.
- Kivágó- és lyukasztószerszámok: Kivágáskor a darab alakjának megfelelően kialakított vágólapon egy vágóéllel ellátott bélyeg nyomja át (általában) a lemezanyagot. A kivágás során a bélyeg nyomásra és kihajlásra, a vágólap nyomásra és hajlításra van igénybe véve, de a több helyen ébredő nagy felületi nyomás miatt a koptatóhatás is jelentős. Mivel a kivágószerszámok alakja gyakran meglehetősen bonyolult, ezért edzés után általában már nem javítható, így az egyik legfontosabb követelmény a méret- és alaktartás. Ha a süllyesztékes kovácsolást követő sorjázást hidegen végzik, az a művelet is ebbe a kategóriába sorolható.
- Húzószerszámok: Két csoportjuk van: a huzal-, rúd- és csőhúzó szerszámok, illetve a mélyhúzó szerszámok. Huzal-, rúd- és csőhúzáskor az anyagot egy kúposan kiképzett szerszámon (húzógyűrűn, húzókövön) húzzák át, amelynek során erős súrlódás lép fel, ami a szerszámot koptatásra, felületi nyomásra veszi igénybe többtengelyű feszültségi állapotban, és alkalmanként a melegedést is figyelembe kell venni. Mélyhúzáskor sík lemezből üreges testet állítanak elő úgy, hogy a lemezt húzótüskével átnyomják a mélyhúzó szerszámon. A művelet során a szerszámon erős koptatóhatás jelentkezik, ezzel szemben a bélyeg kopása – általában – nem olyan jelentős. Az alakítás elején a képlékeny alakváltozás a lemezterítéknek arra a körgyűrű alakú részére korlátozódik, amely a húzószerszám és a ráncfogó közé esik, ahol radiális húzó- és tangenciális nyomófeszültség ébred, ezzel szemben a mélyhúzó gyűrűben radiális nyomó- és tangenciális húzófeszültség lép fel.
- Hidegfolyató szerszámok: A folyatószerszámot – a képlékeny alakítás jellegéből adódóan – erőteljes igénybevétel éri. A szerszámüregben nagyon erős nyomás hat, ami a folyatóbélyeget is érinti. Az igénybevétel a nyomáson kívül koptatóhatással és hőterheléssel jár.
- Hidegsajtoló szerszámok: Az alakítást általában két szerszámfél végzi: a szerszám a saját alakját nyomja, illetve üti bele a munkadarabba. A művelet viszonylag kis alakítási sebességgel megy végbe, így a dinamikus igénybevétel viszonylag kisebb mértékű, viszont a darab nagy alakítási szilárdsága miatt nagy belső nyomással kell számolni. A jelentős felületi nyomáson kívül erős súrlódás is fellép, ami erős koptatóhatással jár.
- Hajlítószerszámok: Hajlításkor a darab a hajlítóbélyeg és a hajlítóüreg között alakul, ami nagy súrlódással, így jelentős koptatóhatással jár, de a hajlítószerszámok számottevő nyomó- és hajlítóigénybevételt is szenvednek.
- Hideghengerek: Hideghengerléssel sima palástú hengerek között szalagokat, vagy kaliberes hengerek között különböző alakú csöveket és rudakat hengerelnek. A hengerfelület nyomóigénybevételnek és koptatóhatásnak, maga a hengertest pedig hajlító- és csavaróigénybevételnek van kitéve.

Hidegalakító szerszámacél-féleségek a Böhler adatai alapján:
|                    | EN számjel | EN jel        |  |                              | EN számjel | EN jel                  |
| Böhler K100        | 1.2080     | X210Cr12      |  | Böhler K390 MICROCLEAN       | –          | –                       |
| Böhler K105        | 1.2601     | X165CrMoV12   |  | Böhler K455                  | 1.2550     | 60WCrV7                 |
| Böhler K107        | 1.2436     | X210CrW12     |  | Böhler K460                  | 1.2510     | 100MnCrW4 x             |
| Böhler K110        | 1.2379     | X153CrMoV12 x |  | 1.2210                       | 1.2210     | 115CrV3                 |
| Böhler K245        | 1.2101     | 62SiMnCr4     |  | Böhler K600 (1.2767 ESU/ESR) | 1.2767     | 45NiCrMo16 (X45NiCrMo4) |
| 1.2363             | 1.2363     | X100CrMoV5    |  | Böhler K605                  | ~1.2721    | ~50NiCr13               |
| Böhler K340 ISODUR | –          | –             |  | Böhler K700                  | 1.3401     | X120Mn12                |
| Böhler K353        | –          | –             |  | Böhler K720                  | 1.2842     | 90MnCrV8 x              |
| Böhler 360 ISODUR  | –          | –             |  | Böhler K390 MICROCLEAN       | –          | –                       |

A hideglakításra alkalmas, más-más feladatra használható szerszámacélok kémiai összetétele között jelentős különbségek vannak. Példaként a Böhler K100 jelű acél kémiai összetétele: C=2,00%, Si=0,25%, Mn=0,35%, Cr=11,50%, a K390-esé pedig: C=2,47%, Si=0,55%, Mn=0,40%, Cr=4,20%, Mo=3,80%, Ni=0,20%, V=9,00%, W=1,00%, Co=2,00%.

### Melegalakító és öntészeti szerszámok

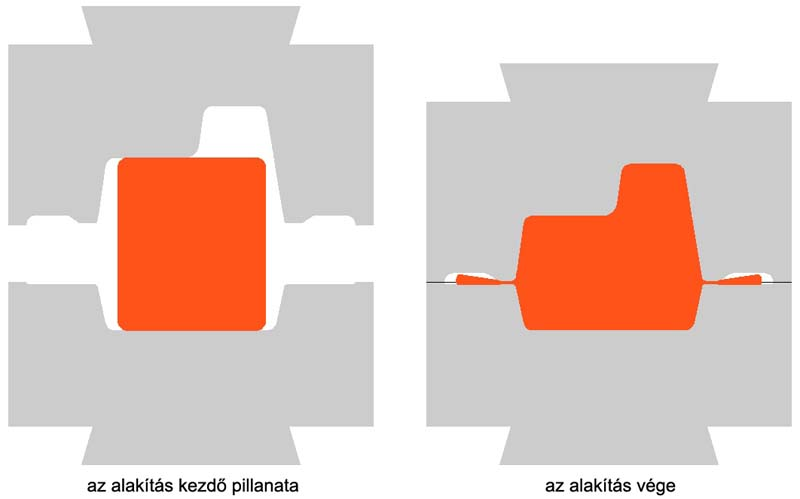
A süllyesztékes kovácsolás vázlata

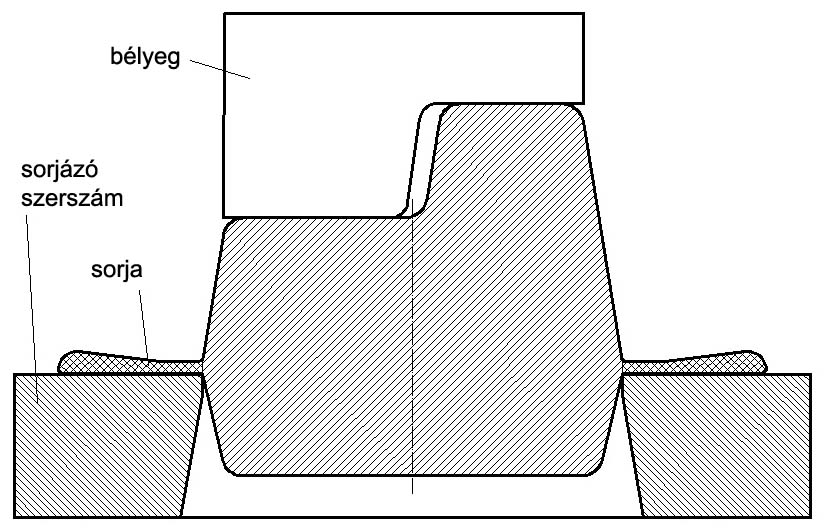
A sorjázás elve

A melegalakító szerszámokkal fémek melegen történő feldolgozását végzik. A melegen végzett képlékeny alakításkor kisebb a fém alakítási szilárdsága, így kisebb lesz az alakító erő. A jellegzetes melegalakító technológiák a kovácsolás (+ a sorjázás), a hengerlés, a sajtolás, a folyatás stb. Igénybevételük igen összetett, a szerszám közvetlenül érintkezik a meleg munkadarabbal, ennek hatására felmelegszik, és a hideg állapothoz képest megváltoznak a tulajdonságai.
Az általános követelmények:
- melegszilárdság,
- kopásállóság,
- keménység,
- szívósság,
- termikus kifáradással szembeni ellenállás,
- megeresztésállóság,
- jó hővezetőképesség.

Szerszámtípusok:
- Kovács és sajtoló süllyesztékszerszámok: A süllyesztékesen kovácsolt darabokat általában két félből álló süllyesztékszerszámban alakítják úgy, hogy ezekbe a felekbe bemunkálják a kovácsdarab – osztófelülettel elvágott – negatívját, a süllyesztéküreget. A darabot ezekben az üregfelekben alakítják ki, egy vagy több ütéssel (kovácskalapácsokon) vagy nyomással (kovácssajtókon). Az alakváltozás közben az üregben bonyolult áramlási viszonyok alakulnak ki. Az átlagos belső nyomás ~1000 N/mm² körüli érték is lehet. Az üreg éleinél, sarkainál, a sorjahídon, az üreg fala és az áramló anyag közötti súrlódás kopást okoz. Ezen felül az élek, a sarkok nagy hőmérsékletre melegednek fel, majd a darab eltávolítása után gyorsan le is hűlnek. Ez a gyors és ismétlődő hőmérséklet-változás ismétlődő tágulással és zsugorodással jár. Helyi túlhevülések is jelentkezhetnek, ami a szerszámanyag helyi kilágyulásával jár. A süllyesztékszerszám elhasználódását a felsorolt hatások következtében keletkező kifáradás, maradó alakváltozás, a kopás, a termikus kifáradás, valamint a dinamikus igénybevétel hatására bekövetkező ridegtörés okozza. A süllyesztéktömbök anyagának kiválasztásakor ezért sokoldalú követelményrendszert kell figyelembe venni: legyen kemény, az alakítás során ne deformálódjon, de legyen szívós is, rugalmassági határa nagy legyen. Legyen kopásálló, szövetszerkezete egyenletes, teljes keresztmetszetében feszültségmentes, és legyen jól átedzhető és forgácsolható. A süllyesztékszerszámok túlnyomó része kovácsolt acélból készül. Széntartalmuk általában 0,3–0,6%, a legfontosabb ötvözőelemeik pedig a króm, a molibdén, a volfrám, a vanádium, a nikkel és néha a kobalt.
- Sorjázószerszámok: A sorjával végzett süllyesztékes kovácsolás után a darabon sorjának nevezett anyagfelesleg marad. Ezt a kovácsolás befejezése után – általában nyírással – el kell távolítani. A sorjázáshoz a kovácsdarabot az alakjának megfelelő bélyeggel átnyomják egy vágólapon, és az a darab kerülete mentén lenyírja a sorját. Acél munkadarab melegalakítása során a lehűlő darab felületén rideg oxidréteg, reve képződik, amely koptatja a sorjázószerszám élét, és ez a vágólap éltartamára negatív hatással van. A vágóélen ezen felül jelentős hajlító- és hőterhelés is jelentkezik.
- Melegfolyató szerszámok: Ha melegen végzik a folyatást, a kisebb alakítási szilárdság következtében kisebb alakítóerő szükséges a művelet elvégzéséhez. Így kisebb lesz a sajtolónyomás, de nagyobb lesz a szerszámhőmérséklet és a hőingadozás. A szesrszámválasztásnál figyelembe kell venni a termikus kifáradásra való hajlamot és a hűthetőséget is.
- Öntőszerszámok: A kokillába való öntést nagy sorozatú, méretpontos és fokozott felületi minőség esetén alkalmazzák. Ilyenkor a folyékony fém vagy gravitációs úton, vagy nyomással tölti ki az üreget, és benne dermed meg. A kokilla általában acélból készül. Anyagának megválasztásakor a hőterhelést, az állandó hőingadozást és a folyékony fém okozta koptatóhatást kell figyelembe venni.

Melegalakító szerszámok jelölése:
|                            | EN számjel | EN jel                     |  |                 | EN számjel         | EN jel                   |
| Böhler W300 (W300 ISODISC) | 1.2343     | X38CrMoV5-1                |  | Böhler W360     | –                  | –                        |
| Böhler W302 (W302 ISODISC) | 1.2344     | X40CrMoV5-1                |  | Böhler W400 VMR | ~1.2343            | ~X37CrMoV5-1 x           |
| Böhler W303 (W303 ISODISC) | 1.2367     | X38CrNoV5-3                |  | Böhler W403 VMR | ~1.2367            | ~X38CrNoV5-3             |
| Böhler W321 ISODISC        | 1.2365     | 32CrNoV12-28 (X32CrNoV3-3) |  | 1.2714          | 1.2714 (~1.2711)   | 55NiCrNoV7 (~54NiCrMoV6) |
| Böhler W320 ISODISC        | ~1.2855    | ~X32CrMoCoV3-3-3           |  | Böhler W720 VMR | 1.6354 LW, ~1.2709 | ~X3NiCoMoTi18-9-5        |

Példaként a táblázatban szereplő W300 jelű acél kémiai összetétele: C=0,38%, Si=1,10, Mn=0,40%, Cr=5,00%, Mo=1,30%, V=0,40%. Összehasonlításként a táblázat végén lévő W720-as acélé: C=max. 0,005%, Si=max. 0,05%, Mn=max. 0,10, Mo=5,00%, Ni=18,50%, Co=9,00%, Ti=0,70%, Al=0,10%.

### Forgácsolószerszámok

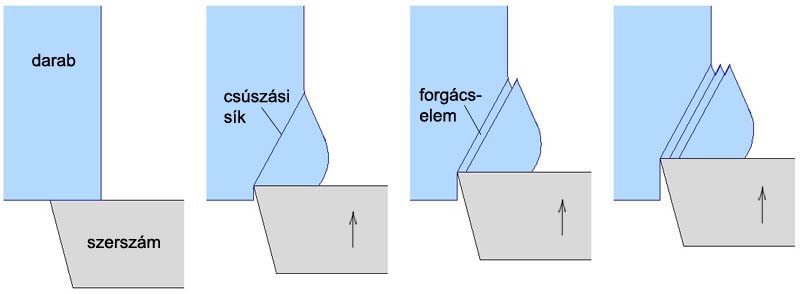
A forgácsképződés fázisai

A forgácsolás szerszámai között itt természetesen a határozott élű szerszámokról esik szó (esztergakés, gyalukés, fúró, marószerszám, üregelő tüske stb.). A forgácsolószerszámnak alkalmasnak kell lennie a forgács leválasztására, a szükséges felület biztosítására, mindezt megfelelő éltartam mellett. A forgácsképződés mechanizmusa négy, egymást követő részfolyamat sorozatából áll: rugalmas alakváltozás, képlékeny alakváltozás, elcsúszás az iránysíkban, azaz a forgácselem létrejötte, végül a forgácselem elmozdulása a szerszám homlokfelületén. A szerszám élére a főforgácsoló erő hat, amely függ a forgácsolt anyag minőségétől, a szerszám kialakításától, a forgácsolás technológiai körülményeitől, a kopás mértékétől stb. A szerszám élének környezetét úgy kell kialakítani, hogy annak igénybevétele alapvetően nyomás legyen, ne hajlítás. A fellépő súrlódás és a forgácsleválasztásból adódó munka javarészt hővé alakul át, amit – általában – valamilyen hűtőközeggel eltávolítanak. A keletkező hő nagy része a szerszámot terheli, a főélnél a hőmérséklet akár 800–1000 °C is lehet. A szerszám kopása a körülményektől függően jellegzetes kopásformákkal jár: hátkopás, homlokkopás, kráteres kopás, élkopás és csúcskopás.
A különböző forgácsolási feladatok ellátására sokféle forgácsolószerszám létezik:
- az élek száma szerint lehet egyélű, kétélű és sokélű,
- az alkalmazás szerint van esztergakés, gyalukés, fúró, maró, üregelő tüske stb.,
- a dolgozó rész anyaga szerint szerszámacél, keményfém, kerámia, gyémánt és egyéb anyag,
- szerkezeti kivitel szerint tömör, tompahegesztett, váltólapkás, betétkéses stb.,
- egyéb szempontok szerint (pl. az élszögek nagysága, a szerszám méretei stb.).

A forgácsolószerszámok anyagának a kiválasztásakor négy jellemzőt kell elsősorban figyelembe venni: az anyag keménységét, szilárdságát, hőkezelését és bizonyos gazdaságossági kérdéseket. A forgácsoló szerszámok készítéséhez használatos anyagok: szerszámacélok (ötvözetlen és ötvözött szerszámacélok, gyorsacélok), keményfémek, kerámiák és más speciális anyagok (elbor-R, kompozit, gyémánt).
A gyorsacélok:
|                             | EN számjel | EN jel    |  |                        | EN számjel | EN jel    |
| Böhler S500                 | –          | HS2-9-1-8 |  | Böhler S390 MICROCLEAN | –          | –         |
| Böhler S600 (S600 ISORAPID) | –          | HS6-5-2C  |  | Böhler S590 MICROCLEAN | 1.3244     | HS6-5-3-8 |
| Böhler S705                 | –          | HS6-5-2-5 |  | Böhler S690 MICROCLEAN | ~1.3351    | ~HS6-5-4  |
| Böhler S290 MICROCLEAN      | –          | –         |  | Böhler S790 MICROCLEAN | 1.3345     | HS6-5-3C  |

### Műanyagalakító szerszámok
A műanyagok alakítása általában sajtolással vagy fröccsöntéssel történik. Minthogy a műanyagok olvadási hőmérséklete nem túl nagy (maximum 300 °C), így a hőterhelés nem számottevő, viszont nagy a viszkozitásuk, ami koptatóhatással jár. Néhány műanyagféleségnél alakítás közben maró hatású anyagok is felszabadulhatnak (ilyen például a PVC), ami korróziós hatást fejt ki. Jelentős a sajtolónyomás, ami – minthogy a műanyagtermékek többsége bonyolult alakú – főleg a szerszám kiálló bordáira hat kedvezőtlenül. A gyártmány jó felületi minősége érdekében a szerszámokat gyakran polírozzák.
Műanyagalakító szerszámok (válogatás):
|             | EN számjel | EN jel          |  |                         | EN számjel | EN jel    |
| 1.1730      | 1.1730     | C45U            |  | 1.2316                  | 1.2316     | X38CrMo16 |
| 1.2162      | 1.2162     | 21MnCr5         |  | Böhler M314 EXTRA       | ~1.2085    | ~X33CrS16 |
| 1.2764      | 1.2764     | X19NiCrMo4      |  | 1.2083 (1.2083 ESU/ESR) | 1.2083     | X42Cr13   |
| 1.2311      | 1.2311     | 40CrMnMo7       |  | Böhler M330 VMR         | ~1.4028    | ~X30Cr13  |
| Böhler M238 | 1.2738     | 40CrMnNiMo8-6-4 |  | Böhler M340 ISOPLAST    | –          | –         |

## Ötvözés

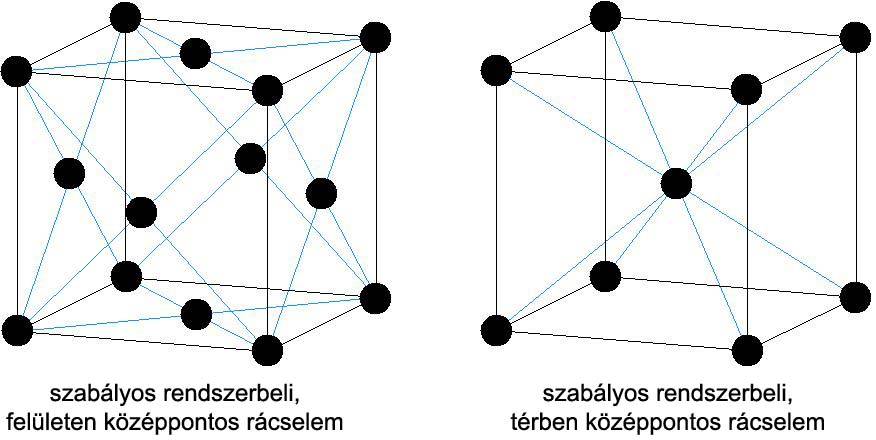
Kockarácsok típusai. Felületen középpontos a γ-vas, térben középpontos az α- és az α(δ)-vas

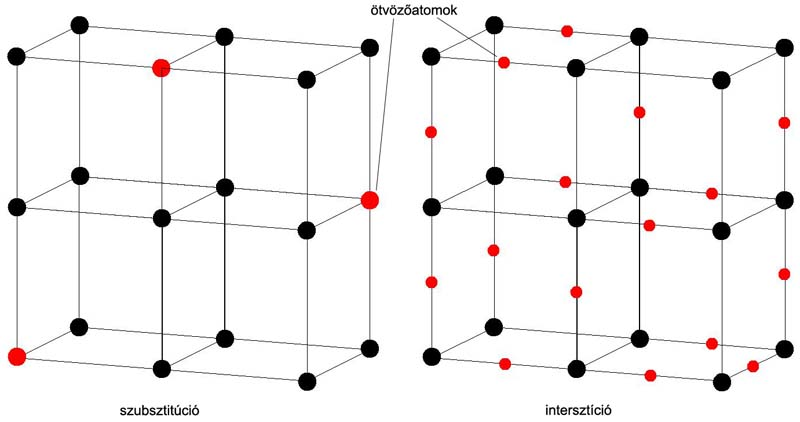
Ötvözőatomok beépülése az alapfém kristályrácsába

Az acélgyártás során számos elem jut a vasötvözetbe, akár szándékunk ellenére is. Ezért minden gyakorlati (ipari) vasfajtában találni valamilyen mennyiségben szenet, szilíciumot, mangánt, ként, foszfort, nitrogént, oxigént. Vannak elemek, amelyekkel szándékosan ötvözünk, hogy kedvezőbb tulajdonságot érjünk el, ami a felhasználást illeti (például nikkel, króm, volfrám, vanádium, molibdén, alumínium stb.).
Az ötvözés folyékony állapotban történik, amikor az ötvözőfém és az alapfém egységes oldatot képez. Az ötvözőelemek kedvező hatása abból adódik, hogy megváltozik a fázisok kémiai összetétele, eltolódnak a fázisátalakulások hőmérséklet-idő viszonyai, és így a hőkezelés körülményei, így az ötvözetlen acélhoz képest más szövetszerkezet jön létre. Az ötvözőelemek többsége tér- vagy lapközepes kockaráccsal rendelkezik, miként az α- és a γ-vas. Ez teszi lehetővé, hogy a vas és az ötvözőelem szilárd oldatot alkothasson. Az egyes elemek oldhatósága a hőmérséklettől és az acél C-tartalmától függ. Az oldott elemek az okozott rácstorzulás mértékétől függően növelik a folyáshatárt, a keménységet, a melegszilárdságot stb. A Mn, Cr, Mo, W, V és más elemek a vasban való oldódáson kívül az acélban lévő szénnel és nitrogénnel karbidokat, illetve nitrideket is alkotnak.
Az ötvözőelemek kétféle módon épülhetnek be az alapfém kristályrácsába:
- helyettesítéses (szubsztitúciós) módon: Ez a lehetőség akkor áll fenn, ha az ötvözőfém atomjai hasonló nagyságúak, mint az alapfém atomjai, és a két fém rácsszerkezete azonos. Ilyenkor az ötvöző atomjai helyettesíteni tudják a rácsban az alapfém atomjait.
- beékelődéses (intersztíciós) módon: Ilyenkor az ötvözőfém atomjai kisebbek az alapfémétől, emiatt beékelődhetnek a kristályrácsba.

Egyes ötvözők a felületen középpontos módosulat létrejöttének kedveznek. Ezek az A4 hőmérsékletet növelik, egyben az A3-at csökkentik. Ezek az ausztenitképzők (szén, kobalt, mangán, nikkel stb.). Más ötvözők a térben középpontos kristályrács kialakulását segítik elő, az A4 hőmérsékletet csökkentik, az A3-at növelik, ezek a ferritképzők (szilícium, króm, molibdén, vanádium, volfrám, alumínium, bór, ón, titán stb.).
A leggyakrabban használt ötvözőelemek közül a nikkel és a mangán növeli az acél szilárdságát, az ausztenitet kémiailag stabilabbá teszi, keménységét és olvadáspontját növeli, és ezzel a szilárdsága magasabb hőmérsékleten javul. A vanádium ugyancsak növeli a keménységet és a kifáradással szembeni ellenállást. A volfrám a cementit (Fe3C) alakulására van hatással, a martenzitté alakulás kisebb edzési sebesség mellett is végbemegy. Néhány ötvözőelem már rendkívül kis mennyiségben is hatással van az acél valamely tulajdonságára (mikroötvözés). Például néhány ezred százalék bór javítja az átedzhetőséget, néhány század százalék nióbium pedig növeli a folyáshatárt. A legkedvezőtlenebb hatása a kén jelenléte az ötvözetben, már 0,004% is jelentősen csökkenti a képlékenységet.

## Hőkezelés

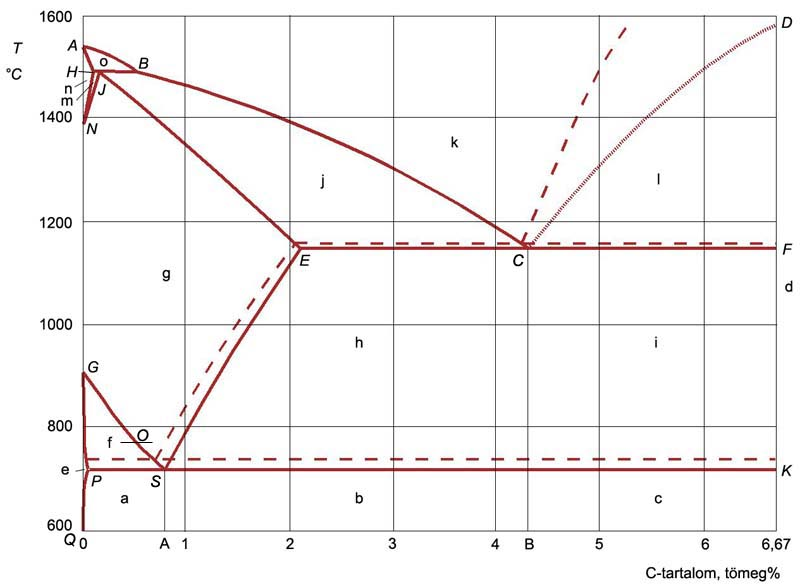
Vas-karbon (vas-szén) állapotábra

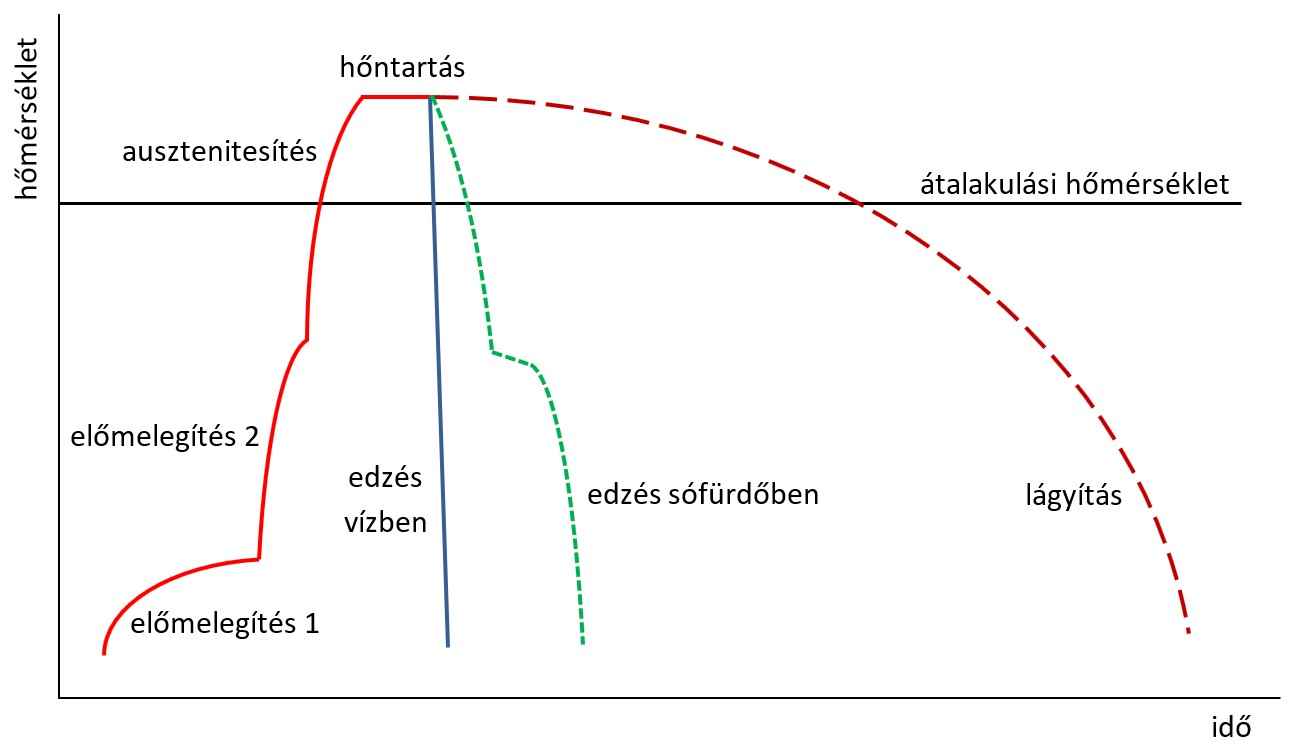
Acél hőkezelésének vázlata

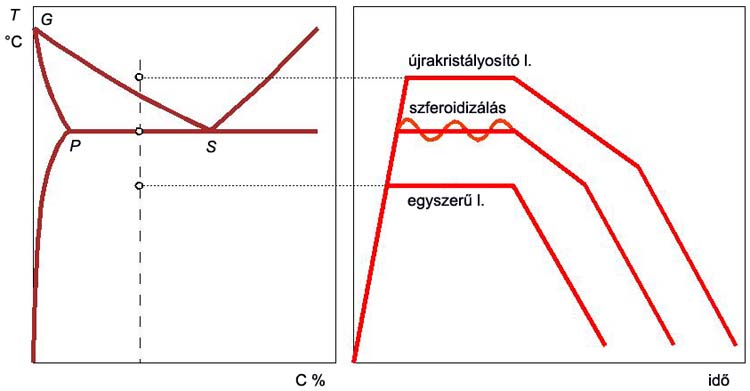
A lágyítás módszerei

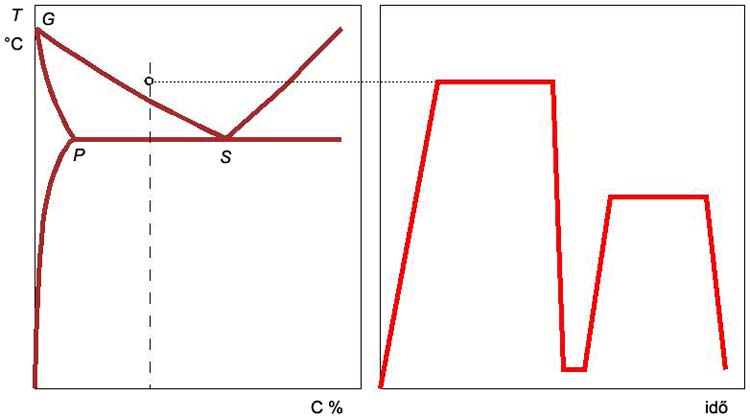
Edzés, megeresztés

A szerszámacélok hőkezelésének a célja olyan szövetszerkezetet, mechanikai és fizikai tulajdonság biztosítása, amely a szerszám működéséhez és – nem kis részben – megmunkálásához szükséges. A hőkezelési eljárások:
- Ausztenitesítés. A hőkezelések első momentuma. Ahhoz, hogy a szükséges átalakulások az acélban megtörténhessenek, azt az ausztenites mezőbe (g) kell vinni. Ehhez felmelegítik (hevítik), amelynek során az ausztenit a ferritből, perlitből, karbidokbol stb. jön létre. Az ausztenitesítés megvalósítható gyors izotermás, vagy folyamatos, lassú hevítéssel. Homogén ausztenit csak kis sebességgel történő hevítéssel biztosítható. A létrejövő szemcsenagyság adott acél összetételnél a hőmérséklettől és a hevítés sebességétől függ.
- Lágyítás. Az eljárás célja az, hogy lágy szövetszerkezetet biztosítson a további megmunkáláshoz (forgácsoláshoz, hidegalakításhoz) vagy akár további hőkezeléshez. Ehhez az szerszámot magas hőmérsékleten hosszabb ideig, több órán át hőntartják, majd lassan lehűtik. Egyszerű lágyításkor a hőntartási hőmérséklet nem éri el a γ (ausztenites) mezőt, ilyenkor hűlés közben nincs is átalakulás. A váltakozó hőmérsékletű lágyítást nehezen szferoidizálható szerszámacélok esetén alkalmazzák. Ilyenkor az acél munkadarabot néhányszor A1 hőmérséklet fölé melegítik, majd ez alá hűtik 20−30 °C-szal. A módszer megkönnyíti a karbidháló feldarabolódását. Teljes lágyításkor a g mezőbe hevítik a darabot, azután lassan lehűtik.
- Edzés. Célja általában martenzites szövet elérése, amivel nagy keménységet lehet biztosítani. Az edzés előtti ausztenitesítés módja az edzés céljától függ, figyelembe kell venni a kívánt melegszilárdságot, a kopásállóságot stb. Ezért a nagyobb szívósságot igénylő szerszámok esetén az edzés előtti ausztenitesítést a tartomány alsó határán végzik, ezzel szemben a nagyobb hómérsékleten végzett ausztenitesítés nagyobb keménységet, kopásállóságot és melegszilárdságot eredményez. Az ausztenitesítést követő hűtést gyorsan kell elvégezni, ennek sebessége a hűtőközeg (víz, olaj, só- vagy fémolvadék stb.) helyes megválasztásával állítható be. A gyors hűtés jelentős feszültséget okoz a munkadarabban, ezért az erre érzékeny acéloknál megszakításos edzést alkalmaznak.
- Normalizálás. A művelet során a darabot A3+20–50 °C-ra felmelegítik, majd levegőn hagyják hűlni. A cél a melegalakítás során eldurvult szövetszerkezetet javítása, homogenizálása. Az acélban kettős átkristályosodás megy végbe, a rövid hőntartás miatt pedig szemcsedurvulás nem jelentkezik.
- Feszültségcsökkentés. Ha a munkadarabban az „előélete” (megmunkálás, hókezelés) során belső feszültség keletkezik, az A1 hőmérséklet alatti, 600–650 °C-ra való felmelegítéssel kezelhető. Ilyen körülmények között a feszültség mintegy 90%-a megszűnik. Megjegyzendő, hogy az edzés utáni megeresztésnek is van feszültségcsökkentő hatása.
- Megeresztés. A művelet során a darabot a 100 °C és A1 hőmérsékletközben hevítik. Az alkalmazott hőmérséklettől függően a martenzitben (és a maradék ausztenitben) különböző folyamatok mennek végbe. Ha az a cél, hogy az edzési keménység ne csökkenjen, kisebb hőmérsékletre melegítik, ha nagyobb szívósságot akarnak elérni, akkor nagyobb hőmérsékletre való izzítást alkalmaznak.
- Mélyhűtés. Akkor alkalmazzák, amikor az edzési martenzit mellett maradék ausztenit is képződik, és ez nem kívánatos. Ilyenkor a darabot különböző közegekben (denaturált szesz + szárazjég, folyékony nitrogén) mélyhűtik.